# ある街角の物語
『ある街角の物語』(あるまちかどのものがたり)は、虫プロダクションが製作したアニメーションである。1962年11月5日に「第1回虫プロダクション作品発表会」で公開された。38分、カラー、ワイド。
本作はクマのぬいぐるみと行動をともにする少女や、ネズミの一家など様々なキャラクターの物語を並走させつつも、やがて戦火に飲まれる様子が描かれる。

## スタッフ
- 原案、構成、製作 : 手塚治虫
- 演出 : 山本暎一、坂本雄作
- 音楽 : 高井達雄
- 美術 : 新井亮
- 原画 : 山本暎一、坂本雄作、紺野修司、杉井儀三郎、石井元明、中村和子
- 動画 : 林重行、山本繋、桜井百合緒、野木行雄、沼本清海、三浦津菜子、光山勝治
- 仕上 : 白川成子、松本和子、渡辺千津子、進藤八枝子、大野静子、鶴田淑子、松本節子、松本双葉、大内充子
- 背景 : 半藤克美、大脇章子
- 撮影 : 広川和行、佐倉紀行
- 編集 : 山本暎一
- 録音 : 太田千里、宮本隆
- 進行 : 川畑栄一
- 事務 : 今井義章、秋山記久恵
- 演奏 : 虫プロシンフォニック・オーケストラ
- 効果 : 泉司郎

## 評価
第17回毎日映画コンクールにおいて、この回から制定された大藤信郎賞に「アニメーション映画の領域で独創的な着想と優れた技術によって新鮮な様式美をつくりだした」という評価を得て選出された。このほかにも第17回芸術祭奨励賞や第13回ブルーリボン教育文化映画賞を受賞している。
宮崎駿は本作について「『ある街角の物語』という、虫プロが最初に総力を挙げてつくったというアニメーションで、バレリーナとヴァイオリニストか何かの男女二人のポスターが、空襲の中で軍靴に踏みにじられ散りぢりになりながら蛾のように火の中でくるくると舞っていくという映像があって、それをみた時にぼくは背筋が寒くなって非常に嫌な感じを覚えました。意識的に終末の美を描いて、それで感動させようという手塚治虫の"神の手"を感じました。」と評している。